# Кубок Азії з футболу 1956
Ку́бок А́зії 1956 — футбольний турнір серед азійських збірних. Це був перший Кубок Азії. Фінальний турнір проходив у Гонконгу з 1 по 15 вересня 1956 року. Переможцем стала збірна Південної Кореї.

## Кваліфікація

### Група 1
Ізраїль кваліфікувався у фінальну частину турніру, через те що збірні Афганістану та Пакистану знялися з участі у кваліфікації.

#### Попередній раунд
|  |

| Афганістан | – | Пакистан |
| ---------- | - | -------- |
|            |   |          |

|  |

|  |

| Пакистан | – | Афганістан |
| -------- | - | ---------- |
|          |   |            |

|  |

#### Фінальний раунд
|  |

| Ізраїль | – | Переможець попереднього раунду |
| ------- | - | ------------------------------ |
|         |   |                                |

|  |

|  |

| Переможець попереднього раунду | – | Ізраїль |
| ------------------------------ | - | ------- |
|                                |   |         |

|  |

 Ізраїль автоматично кваліфікувався з групи 1 у фінальний турнір

### Група 2

#### Попередній раунд
| 17 березня 1956 |

| Малайя | 9–2 | Камбоджа |
| ------ | --- | -------- |
|        |     |          |

| Куала-Лумпур |

| 24 квітня 1956 |

| Камбоджа | 3–2 | Малайя |
| -------- | --- | ------ |
|          |     |        |

| Пномпень |

 Малайя перемогла з загальним рахунком 11:4 й кваліфікувалася у фінальний раунд 

#### Фінальний раунд
| 3 травня 1956 |

| Південний В'єтнам | 4–0 | Малайя |
| ----------------- | --- | ------ |
|                   |     |        |

| Сайгон |

| 24 травня 1956 |

| Малайя | 3–3 | Південний В'єтнам |
| ------ | --- | ----------------- |
|        |     |                   |

| Куала-Лумпур |

 Південний В'єтнам переміг з загальним рахунком 7:3 й кваліфікувався з групи 2 у фінальний турнір

### Група 3

#### Попередній раунд
| 25 лютого 1956 |

| Філіппіни | 0–2 | Південна Корея |
| --------- | --- | -------------- |
|           |     |                |

| Маніла |

| 21 квітня 1956 |

| Південна Корея | 3–0 | Філіппіни |
| -------------- | --- | --------- |
|                |     |           |

| Сеул |

 Південна Корея перемогла з загальним рахунком 5:0 і кваліфікувалася у фінальний раунд 

#### Фінальний раунд
| 26 серпня 1956 |

| Південна Корея | 2–0 | Республіка Китай |
| -------------- | --- | ---------------- |
|                |     |                  |

| Сеул |

| 2 вересня 1956 |

| Республіка Китай | 1–2 | Південна Корея |
| ---------------- | --- | -------------- |
|                  |     |                |

| Тайбей |

 Південна Корея перемогла з загальним рахунком 4-1 і кваліфікувалася з групи 3 у фінальний турнір

## Фінальний турнір
Всі ігри фінального турніру відбувались у Гонконгу (UTC+8)

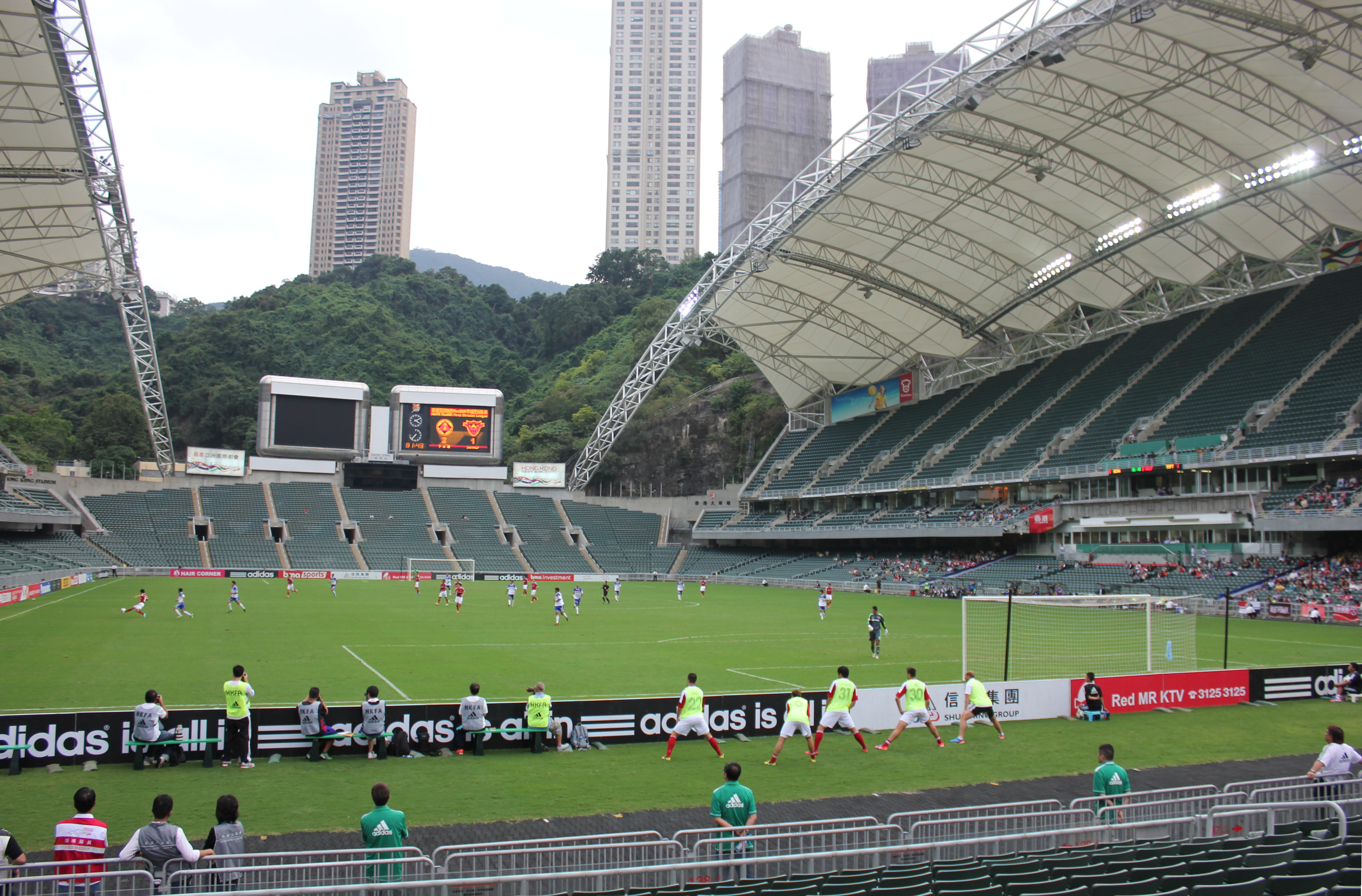
«Урядовий» стадіон

| Team              | О | І | В | Н | П | ГЗ | ГП | РГ |
| ----------------- | - | - | - | - | - | -- | -- | -- |
| Південна Корея    | 5 | 3 | 2 | 1 | 0 | 9  | 6  | +3 |
| Ізраїль           | 4 | 3 | 2 | 0 | 1 | 6  | 5  | +1 |
| Гонконг           | 2 | 3 | 0 | 2 | 1 | 6  | 7  | −1 |
| Південний В'єтнам | 1 | 3 | 0 | 1 | 2 | 6  | 9  | −3 |

| 1 вересня 1956 19:00 |

| Гонконг           | 2–3 | Ізраїль                      |
| ----------------- | --- | ---------------------------- |
| Ау Чі Їн 12', 66' |     | Ґлазер 37', 76' Стельмах 69' |

| Урядовий стадіон, Гонконг Глядачів: 30,000 Арбітр: Шеппард (Англія) |

| 6 вересня 1956 19:00 |

| Південна Корея                   | 2–2 | Гонконг                        |
| -------------------------------- | --- | ------------------------------ |
| Кім Чі Сон 45' Чхой Кван Сок 62' |     | День Ї Цзє 10' Цо По Цьонь 39' |

| Урядовий стадіон, Гонконг Глядачів: 30,000 |

| 8 вересня 1956 19:00 |

| Ізраїль      | 1–2 | Південна Корея                  |
| ------------ | --- | ------------------------------- |
| Стельмах 71' |     | Ву Сан Квон 52' Сон Нак Вун 64' |

| Урядовий стадіон, Гонконг Глядачів: 20,000 Арбітр: Trương Văn Ky (Південний В'єтнам) |

| 9 вересня 1956 19:00 |

| Південний В'єтнам                | 2–2 | Гонконг                              |
| -------------------------------- | --- | ------------------------------------ |
| Чран Ван Тонг 30' Ле Хіу Дік 64' |     | Чу Вінь Ва 59' (пен.) Лау Чі Лам 79' |

| Урядовий стадіон, Гонконг Глядачів: 30,000 |

| 12 вересня 1956 19:00 |

| Ізраїль           | 2–1 | Південний В'єтнам |
| ----------------- | --- | ----------------- |
| Стельмах 14', 27' |     | Чран Ван Тонг 58' |

| Урядовий стадіон, Гонконг Глядачів: 15,000 Арбітр: Томмі Такер (Англія) |

| 15 вересня 1956 19:00 |

| Південна Корея                                                      | 5–3 | Південний В'єтнам              |
| ------------------------------------------------------------------- | --- | ------------------------------ |
| Суон Нак Вун 5' Ву Санг Квон 41' (пен.), 58' Чхой Чхун Мін 57', 66' |     | Ле Хіу Дік 20' ??? 51' ??? 63' |

| Урядовий стадіон, Гонконг Глядачів: 11,000 |

## Переможець
| Переможець Кубку Азії 1956  |
| --------------------------- |
| Південна Корея Перший титул |

## Бомбардири
| 4 голи - Наум Стельмах 3 голи - Ву Санг-Квон 2 голи - Ау Чі Їн - Єгошуа Ґлазер - Чой Чхун Мін - Сон Нак Вун - Чран Ван Тонг - Ле Хіу Дік | 1 голи - Чу Вінь Ва - Ден Ї Цзє - Лау Чі Лам - Цо По Цьонь - Чхой Кван Сок - Кім Чі Сон |